# Chonburi (provincie)
Chonburi is een Thaise provincie aan de westkust van de golf van Thailand, in het oosten van Thailand. In december 2002 had de provincie 1.129.886 inwoners, waarmee het de 16e provincie qua bevolking in Thailand is. Met een oppervlakte van 4363 km² is het de 41e provincie qua omvang in Thailand. Gemiddeld valt er 1000 mm regen per jaar. De provincie ligt op ongeveer 81 kilometer van Bangkok. Chonburi grenst in het noorden en oosten aan de provincie Chachoengsao, in het oosten aan de provincie Chantaburi en in het zuiden aan de provincie Rayong. Chonburi heeft een kustlijn van 156,8 kilometer met vele stranden.

## Provinciale symbolen
|  | Het provinciale zegel van Chonburi. |

## Klimaat
De gemiddelde jaartemperatuur is 29 graden, met temperaturen variërend van 17 tot 38 graden.

## Economie
In de provincie is veel industrie en er liggen enkele belangrijke plaatsen voor het toerisme. Ook ligt de belangrijke haven Laem Chabang. De belangrijkste verkeersroute is Sukhumvit, ze loopt van noord naar zuid en verbindt de meeste grotere plaatsen met elkaar. Chonburi bestaat voornamelijk uit laagland met wat heuvels naar het oosten toe. Er is veel fruitteelt in deze provincie.

## Politiek

### Bestuurlijke indeling
De provincie is onderverdeeld in 10 districten (Amphoe) en 1 subdistrict (King Amphoe) namelijk:
| Amphoe 1. Mueang Chonburi 2. Ban Bueng 3. Nong Yai 4. Bang Lamung 5. Phan Thong 6. Phanat Nikhom 7. Si Racha 8. Ko Sichang 9. Sattahip 10. Bo Thong | King Amphoe 1. Ko Chan |  |